# هندبال در المپیک تابستانی ۱۹۹۲
هندبال در بازی‌های المپیک تابستانی ۱۹۹۲ نام رویداد ورزش هندبال در بازی‌های المپیک تابستانی بود که در سال ۱۹۹۲ برگزار شد.